# شاين آكر
شاين آكر (بالإنجليزية: Shane Acker)‏ هو كاتب سيناريو ورسام رسوم متحركة ومنتج أفلام ومخرج أمريكي، ولد في 1971 في ويتون في الولايات المتحدة.

## وصلات خارجية
- الموقع الرسمي
- شاين آكر على موقع IMDb (الإنجليزية)
- شاين آكر على موقع ألو سيني (الفرنسية)
- شاين آكر على موقع أول موفي (الإنجليزية)
- شاين آكر على موقع قاعدة بيانات الأفلام السويدية (السويدية)
- شاين آكر على موقع قاعدة بيانات الفيلم (الإنجليزية)
- شاين آكر على موقع كينوبويسك (الروسية)